# Cornelia Osterwald
Cornelia Osterwald (* 25. März 1975 in Altenburg) ist eine deutsche Cembalistin und Dozentin für Alte Musik.

## Werdegang
Cornelia Osterwald studierte von 1993 bis 2004 Klavier, Cembalo und Hammerflügel an der Hochschule für Musik und Theater „Felix Mendelssohn Bartholdy“ Leipzig bei Helgeheide Schmidt und Christine Schornsheim. Im Anschluss folgte ein Aufbaustudium für Alte Musik bei Ludger Rémy an der Hochschule für Musik Carl Maria von Weber Dresden sowie erneut bei Christine Schornsheim in Leipzig.
Des Weiteren besuchte sie Meisterkurse und hatte Privatunterricht bei Walter Heinz Bernstein, Gustav Leonhardt, Andreas Staier und Menno van Delft.
Cornelia Osterwald tritt als Solistin und Continuospielerin auf, so u. a. beim Internationalen Bachfest Leipzig, den Händelfestspielen Halle (Saale), beim Sächsischen Mozartfest Chemnitz und den Walkenrieder Kreuzgangkonzerten, sowie im Deutschlandfunk, MDR und NDR.
Daneben hat sie auch solistische und kammermusikalische Gastspiele u. a. im Chemnitzer Barockorchester, Mendelssohn Kammerorchester Leipzig, Neues Bachisches Collegium Musicum, Telemannisches Collegium Michaelstein, Brandenburgisches Staatsorchester Cottbus, Philharmonisches Staatsorchester Halle, Brandenburgisches Staatsorchester Frankfurt (Oder), Leipziger Barockorchester, Ensemble Frauenkirche Dresden, Händelfestspielorchester Halle, Gewandhausorchester Leipzig, MDR-Sinfonieorchester und dem NDR Sinfonieorchester.
Cornelia Osterwald unterrichtete von 2001 bis 2012 Cembalo, Kammermusik und Korrepetition am Konservatorium Georg Friedrich Händel in Halle (Saale) sowie am Institut für Musik der Martin-Luther-Universität Halle-Wittenberg.
Seit 2004 hat sie einen Lehrauftrag in den Fächern Cembalo, Kammermusik und Korrepetition an der Hochschule für Musik und Theater „Felix Mendelssohn Bartholdy“ Leipzig.

Zudem ist sie seit 2011 Dozentin für Cembalo an der Evangelischen Hochschule für Kirchenmusik Halle (Saale).
Mit Jörg Faßmann und Lenka Matějáková spielte sie zusammen im Barocktrio Dresden-Leipzig.
Von Cornelia Osterwald liegen zahlreiche CD- und Rundfunkaufnahmen vor.

## Diskografie (Auswahl)
- Johann Sebastian Bach: Flötensonaten (Bella Musica, 2009)
- Johann Sebastian Bach: J.S. Bach im Schloss Waldenburg (Papageno-Marketing, 2013)

## Kritiken
„Technisch und musikalisch höchst sicher“

„Man möchte sie öfter hören“

„Hochvirtuos, faszinierend natürlich“